# Carolyn Drake
Carolyn Drake (1971) es una fotógrafa estadounidense, afincada en Vallejo, California. Trabaja en proyectos fotográficos a largo plazo que tratan de cuestionar los relatos históricos tradicionales y buscar alternativas a estos. Su obra explora las comunidades y las interacciones dentro de ellas, así como las barreras y conexiones entre las personas, entre los lugares y entre las formas de percibir. Está interesada en romper las divisiones tradicionales entre autor y sujeto, lo real y lo imaginario, y  desafiar los binarios arraigados.
El extenso trabajo de Drake entre la gente de Asia Central y Xinjiang ( China) está recogido en dos libros, Two Rivers y Wild Pigeon. El Museo de Arte Moderno de San Francisco presentó una exposición individual de esta última y adquirió la colección de obras originales del proyecto en 2018.
Drake es miembro de la Agencia Magnum. Ha sido galardonada con varios premios, entre ellos una beca Guggenheim,  el premio Lange-Taylor,  el premio Anamorphosis Photobook, una beca Fulbright, el premio World Press Photo  y el premio HCB. Su trabajo forma parte de la colección de la Biblioteca del Congreso de los Estados Unidos.

## Trayectoria
Drake nació en California. Estudió Medios de comunicación, Cultura e Historia a principios de la década de los noventa en la Universidad de Brown. Trabajó en sistemas multimedia en Silicon Alley de Nueva York hasta que empezó su carrera como fotógrafa a la edad de 30 años.
En 2006 se trasladó a Ucrania y desde 2007 hasta 2013 vivió en Estambul. Durante su estancia en Turquía, realizó dos proyectos de larga duración: Two Rivers en los países de Asia Central que formaban parte de la Unión Soviética, y Wild Pigeon, en la parte china de Asia Central.
Financiados en parte por una beca Guggenheim, Drake realizó quince viajes a lo largo de cinco años en los que recorrió y fotografió la antaño vibrante región de Asia Central situada entre los ríos Amu Darya y Syr Darya que alguna vez la nutrieron. La región, que abarca Turkmenistán, Uzbekistán, Tayikistán, Kazajistán y Kirguistán, se transformó cuando los ríos fueron desviados por la antigua Unión Soviética para el riego del algodón. El resultado de este trabajo se publicó en el libro autoeditado por Drake, Two Rivers (2013). Se financió a través de Kickstarter y fue bien acogido por Sean O'Hagan. Para Jeffrey Ladd, el diseño del libro (de Sybren Kuiper), en particular la forma en que algunas fotografías en las páginas recto y verso tienen sus bordes derechos en el verso, le restó valor.
Pasó siete años visitando Xinjiang en el oeste de China (oficialmente llamada Región Autónoma Uigur de Xinjiang), fotografiando al pueblo uigur para su libro  Wild Pigeon (2014), también autopublicado. Sean O'Hagan escribió sobre Wild Pigeon "Drake es una maestra de la atmósfera". También sobre la discordia entre las autoridades chinas y la población indígena de etnia uigur, se manifestaron Martin Parr Colin Pantall, Blake Andrews así como Ian Denis Johnson, quien escribió "este libro hace lo mismo que una gran novela social: nos obliga a pensar en una región en disputa no en términos de artículos de opinión o análisis políticos, sino como la ve la gente en su vida cotidiana". Para Jeffrey Ladd, el diseño del libro (nuevamente de Sybren Kuiper) evitó los excesos del de Two Rivers, y "Los resultados de los collages (de las personas fotografiadas por Drake) son inesperadamente ricos y crean la sensación de un lugar cotidiano y a la vez fantástico, lo que es acentuado por las propias percepciones de Drake: jóvenes adolescentes bailan bajo un estallido de luz de colores; un aula que parece cobrar un dramatismo surrealista; una pelea de perros, restos óseos colgados en una carnicería".
En 2013, Drake y su pareja, el fotógrafo Andrés González, se trasladaron de Estambul a Estados Unidos para comenzar un nuevo proyecto, en Water Valley, Misisipi, y, en 2015, a Atenas, Georgia. Finalmente se establecieron enVallejo, California en 2016.
En 2015 se convirtió en miembro nominado de Magnum Photos, en 2017 en miembro asociado, y en 2019 en miembro de pleno derecho.

## Publicaciones
- Two Rivers. Autoeditado, 2013. ISBN 978-0-615-78764-0. Edición de 700 ejemplares, acompañados por una  separata con un breve ensayo de   Elif Batuman y notas de Drake.
- Wild Pigeon. Autoeditado, 2014. ISBN 978-0-692-27539-9. Edición de 950 ejemplares, que incluye el relato "Wild Pigeon", de Nurmuhemmet Yasin, traducido por Kolkun Kamberi, y  "un librito pegado en el interior de la contraportada".[18]
- Internat. Auotopublicado, 2017. ISBN 978-0-692-94280-2. Edición de 500 ejemplares.
- Knit Club. Oakland, CA: TBW, 2020. ISBN 978-1-942953-40-1. Incluye un ensayo de Rebecca Bengal.

Colaboraciones: Street Photography Now. Londres: Thames & Hudson, 2010.ISBN 978-0-500-54393-1 (tapa dura). Londres: Thames & Hudson, 2011.ISBN 978-0-500-28907-5 (tapa blanda). Editado por Sophie Howarth y Stephen McLaren.
The Catalogue Box. Dortmund: Kettler; Colonia: The PhotoBook Museum, 2014. Editado por Markus Schaden y Frederic Lezmi. Texto en alemán e inglés.ISBN 978-3-86206-394-9 . Caja con publicaciones individuales (también disponibles por separado) de Ali Taptik, Anders Petersen, Andrea Diefenbach, Carlos Spottorno, Carolyn Drake, Chargesheimer, Cristina de Middel, Daidō Moriyama, David Alan Harvey, Dominique Darbois, Ed Templeton, Hans-Jürgen Raabe, Jiang Jian, Julian Germain, Marks of Honor, Oliver Sieber, Martin Parr y Gerry Badger, Ricardo Cases, Stephen Gill, Susan Meiselas y Todd Hido . Publicado con motivo de la inauguración del Museo del Fotolibro.

## Premios y reconocimientos
- 2005: Comunity, 62° Concurso internacional Imágenes del año, Imágenes del año internacional, por "The Lubavitch", una fotografía sin título de Two Rivers .[25]
- 2006 Beca Fulbright en Ucrania.
- 2008: Premio Lange-Taylor, Centro de Estudios Documentales de la Universidad de Duke, Durham, NC. Otorgado a Drake e Ilan Greenberg por Becoming Chinese: Uighurs in Cultural Transition .[26]
- 2009: Subvención del Pulitzer Center, Pulitzer Center on Crisis Reporting, Washington D. C.[27]
- 2010: Beca Guggenheim de la Fundación John Simon Guggenheim Memorial .[1]
- Beca de la Fundación Open Society .[28]
- 2014: Beneficiario del Fondo de Emergencia de la Fundación Magnum .[29]
- 2016: Ganadora, Premio Anamorphosis, por Wild Pigeon, recibiendo $10,000 USD.[30]
- Beca HCP 2018
- 2019: Residencia de artistas Light Work, Syracuse NY.
- 2021: Premio HCB de la Fundación Henri Cartier-Bresson por el proyecto Centaur (título provisional)[3]

## Exposiciones

### Individuales
- Wild Pigeon en SFMOMA.
- Internat en Houston Center for Photography, Officine Fotografiche y SIFEST.
- Carolyn Drake: Fotografías de Asia Central, Museo Pitt Rivers, Universidad de Oxford, Oxford, Reino Unido, 14 de mayo - 15 de noviembre de 2009.[n 1][31][32]
- Paradise Rivers, 17 de julio - 22 de agosto de 2010, Third Floor Gallery, Cardiff, Gales.[33]

### Colectivas
- Street Photography Now, Third Floor Gallery, Cardiff, octubre-noviembre de 2010. Fotografías del libro Street Photography Now (2011).
- Two Rivers, The Gallery, Guernsey Photography Festival, Guernsey, junio de 2011.[34]
- Open Society Foundations, Nueva York, marzo–octubre de 2011, parte de Moving Walls 18 ; fotografías de Drake y Samantha Box, Gabriela Bulisova, Andrea Diefenbach, Bénédicte Desrus, Abdi Roble y Tadej Žnidarčič.[35]
- Cartier-Bresson: A Question of Colour, Somerset House, Londres, noviembre de 2012 - enero de 2013.[36] Fotografías de Drake y Henri Cartier-Bresson, Karl Baden, Melanie Einzig, Andy Freeberg, Harry Gruyaert, Ernst Haas, Fred Herzog, Saul Leiter, Helen Levitt, Jeff Mermelstein, Joel Meyerowitz, Trent Parke, Boris Savelev, Robert Walker y Alex Webb .
- Women of Vision: National Geographic Photographers on Assignment, National Geographic Museum, Washington D. C., octubre de 2013 – marzo de 2014. Fotografías de Drake, Lynsey Addario, Kitra Cahana, Jodi Cobb, Diane Cook, Lynn Johnson, Beverly Joubert, Erika Larsen, Stephanie Sinclair, Maggie Stever y Amy Toensing.[37][38]
- Milk Gallery, ciudad de Nueva York, abril a mayo de 2016. Fotografías de Drake y Matt Black, Sohrab Hura, Lorenzo Meloni, Max Pinckers y Newsha Tavakolian.[39]
- Close to Home, Creativity in Crisis, Museo de Arte Moderno de San Francisco, San Francisco, CA, de marzo a septiembre de 2021.[40]
- Close Enough: New Perspectives from 12 Women Photographers of Magnum.